# Azra Deniz Okyay
Azra Deniz Okyay (* 1983 in Istanbul) ist eine türkische Filmregisseurin.

## Biografie

### Ausbildung
Azra Deniz Okyay wuchs als Tochter einer Stadtplanerin und eines Architekten in Istanbul auf. Ab dem Alter von 12 Jahren interessiert sich Azra Deniz Okyay für Fotografie. Mit vierzehn absolvierte sie ihre erste Assistenzstelle bei der türkischen Fotografin Dora Gunel.
Nach ihrem Abschluss am französischen Gymnasium von Istanbul studierte sie Film an der Université Sorbonne-Nouvelle in Paris. Neben der Filmwissenschaft besuchte sie auch Kurse in Soziologie. Praktische Erfahrungen sammelte sie durch die Arbeit bei französischen Produktionsfirmen, unter anderem bei der Firma von Michel Gondry, und durch die Umsetzung von Kurzfilmen, darunter Cengiz (2002) und La Sepa-ration (2004).

### Arbeit als Filmregisseurin
2010 kehrte Azra Deniz Okyay in die Türkei zurück. Als erste Frau arbeitete sie bei der Produktionsfirma Depofilm als Regisseurin, hauptsächlich in der Werbung. Gleichzeitig verfolgte sie ihre Arbeit als Filmemacherin: sie realisierte mehrere Musikclips und Kurzfilme. Sie setzte sich darin wiederholt mit der Situation der türkischen Jugend auseinander; ihre Kurzfilme bewegen sich dabei sowohl zwischen Kino und Videokunst, an der Grenze von fiktional und dokumentarisch. Ihre Arbeiten wurden an Festivals sowie in Galerien gezeigt.
Ihr erster langer Spielfilm Hayaletler (Ghosts) wurde 2020 am Filmfestival von Venedig uraufgeführt, wo er sogleich mit dem Hauptpreis der Sektion Settimana della Critica ausgezeichnet wurde. Der Film wurde unter anderem gefördert durch die Mittel des Cinémas du monde (ACM) des Centre national du cinéma et de l’image animée und des Institut français. Ghosts ist ein Ensemblefilm, der vier Figuren folgt, deren Geschichten sich überschneiden; er spielt in Istanbul.
2022 war sie Teil der Jury für die Kurzfilmwettbewerbe des Locarno Film Festivals, gemeinsam mit dem italienischen Editor Walter Fasano und der rumänischen Produzentin Ada Solomon.

## Filmografie
Quellen

### Kurzfilme
- 2002: Cengiz
- 2004: La Sepa-ration
- 2006: La clowne (Kurzdokumentarfilm)
- 2011: Shaman Woman
- 2013: Les petits poissons noirs
- 2016: Sulukule mon amour (Kurzdokumentarfilm)

### Langfilme
- 2020: Ghosts (Hayaletler)

## Auszeichnungen
- 2020: Grosser Preis Settimana della Critica für Ghosts, Filmfestival von Venedig
- 2020: Young FIPRESCI Jury Award, bester Osteuropäischer Film für Ghosts, Warsaw International Film Festival
- 2020: Bester Film für Ghosts, Antalya Golden Orange Film Festival
- 2020: Beste Regie für Ghosts, Antalya Golden Orange Film Festival
- 2020: WIFT Award für Ghosts, Thessaloniki Film Festival
- 2021: Bester nicht-Amerikanischer Film für Ghosts, Online Film Critics Society Awards
- 2021: Ahmet Uluçay Award für den besten ersten Langfilm für Ghosts, Turkish Film Critics Association Awards